# 索尼Xperia ion
Sony Xperia ion是日本電子公司SONY於2012年5月推出的高階智慧型手機。（3G版本）但該機已在2012年2月時於美國與AT&T合作推出4G LTE的版本。

## 規格[1]
- 通信系統：HSDPA／UTMS／GSM四頻／LTE（僅限於美國版本）
- 螢幕：4.55" Mobile BRAVIA Engine Super LCD 1280x720
- 處理器：Qualcomm Snapdragon S3 MSM8660, 1.5GHz 雙核心處理器
- 記憶體：1GB RAM / 16GB ROM
- 系統：Android 2.3，可升級Android 4.0（Ice Cream Sandwich）及Android 4.1（jelly bean）的軟件升級
- 相機：1,200萬畫素Exmor R for Mobile 感光元件鏡頭（有LED閃光燈）(3D拍攝、16倍數位變焦、自動對焦等功能）、130萬畫素前置鏡頭
- NFC
- xLoud、Clearbass
- 設計國： 日本
- 産地國： 中国
- 上市日期：2012年5月（ 臺灣及 香港）

## 顏色
顏色包括：
| 顏色 | 名稱 | 英語  | 備註       |
| ---- | ---- | ----- | ---------- |
|      | 黑色 | Black |            |
|      | 紅色 | Red   | HSPA版獨有 |